# Sękowice (województwo lubuskie)
Sękowice (niem. Schenkendorf, łuż. Šenkojce) – wieś w Polsce położona w województwie lubuskim, w powiecie krośnieńskim, w gminie Gubin. W miejscowości znajduje się ujście Werdawy (prawy dopływ Nysy Łużyckiej).
W latach 1975–1998 miejscowość położona była w województwie zielonogórskim.

## Historia
Pierwsza wzmianka o wsi pochodzi z 1300 roku. Schroniła się tutaj w XIV wieku żona i dzieci starosty poznańskiego Macieja Borkowica. Właścicielami wsi w latach 1442 – 1482 była rodzina Wesembergów, do 1523 roku rodu von Köckeritz, a do 1811 roku były własnością Zakonu joannitów. W 1811 roku po rozwiązaniu zakonu rozdano grunt w dzierżawę wieczystą między chłopów. Sękowice od 1813 roku były wsią królewską.

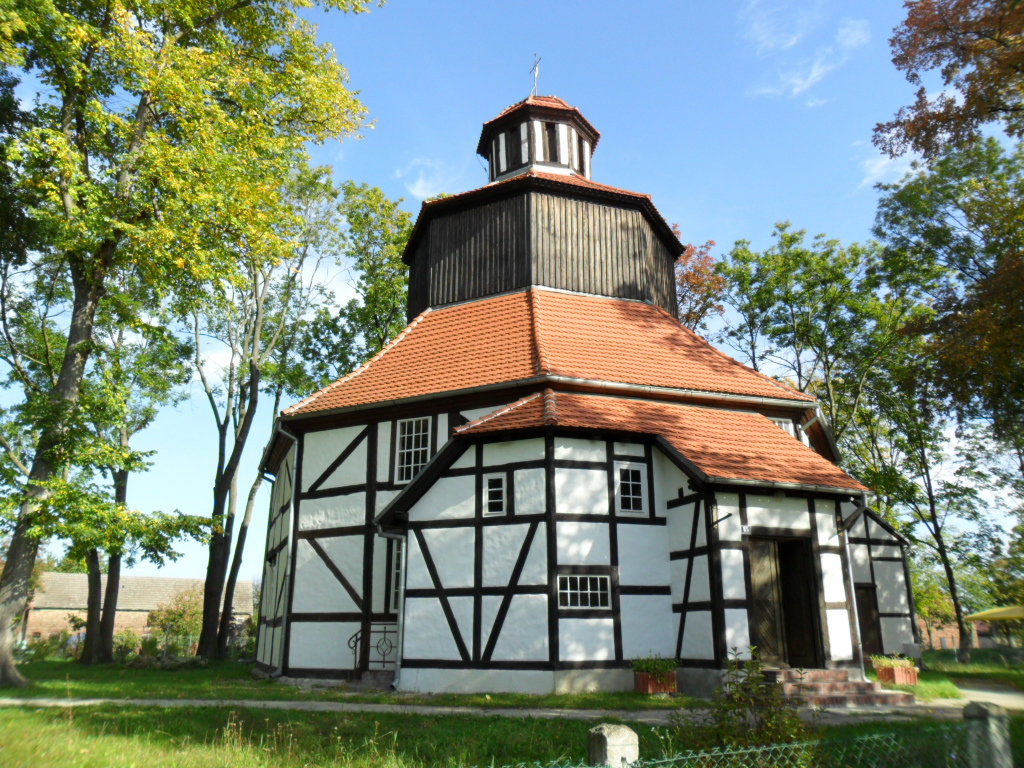
Kościół

We wcześniejszym okresie należała do wsi również cegielnia oraz osiedle zwane (niem. Grüne Eiche) (Zielony Dąb). Zabudowa miejscowości pochodząca z wieku XIX i XX.
Od września 1995 roku prowadzone były w rejonie wsi badania archeologiczne. Prace prowadziła grupa pracowników Muzeum Archeologicznego Środkowego Nadodrza pod kierunkiem Jarosława Lewczuka. Podczas prac odkryto cmentarzyska (ze schyłku VI i V wieku p.n.e.) oraz wiele ciekawych eksponatów.
Granicę od Sękowic do Polanowic od 11 czerwca 1945 roku ochraniał 3. batalion 38. Pułku Piechoty, a komendantem wojskowym był dowódca batalionu por. Zbigniew Budzan. We wsi była również od listopada 1945 do 1947 roku 6. Komenda Odcinka WOP, a jej komendantami byli kpt. Jan Mikulski, kpt. Władysław Bykowski i kpt. Grabowski. Była tu także 29. Strażnica WOP, którą rozwiązano w 1947 roku, a jej komendantem był chor. Wacław Baronowski oraz 30. Strażnica WOP rozwiązana w latach 60, której komendantami byli por. Domrzalski i ppor. Jan Kruszkowski.
We wsi w 1947 roku powstało koło SL. W 1952 roku wieś zamieszkiwały 222 osoby i było 56 gospodarstw. Sękowice w 1999 roku otrzymały wodociąg, a we wrześniu 2001 roku kanalizację.
Do 21 grudnia 2007 roku funkcjonowało tu drogowe przejście graniczne z Niemcami Gubinek – Guben, które na mocy układu z Schengen zostało zlikwidowane..

## Zabytki
Do wojewódzkiego rejestru zabytków wpisany jest kościół poewangelicki Świętej Rodziny.

## Galeria
|  |  |  |  |